# Episodi di The Sleepover Club (seconda stagione)
La seconda stagione della serie televisiva The Sleepover Club è andata in onda negli Stati Uniti tra la fine del 2006 e l'inizio del 2007, mentre in Australia da Nine Network fino al 21 marzo 2008.
In Italia è stata trasmessa per la prima volta da Disney Channel Italia, mentre l'anno dopo la Mediaset ne ha acquistato i diritti per la messa in onda in chiaro su Italia 1. La serie è stata replicata anche su Boing dal 15 maggio al 12 giugno 2012, dal lunedì al sabato alle 14:35 in sostituzione della terza stagione di H2O.
| nº | Titolo originale       | Titolo italiano                  | Prima TV USA     | Prima TV Italia in chiaro | Prima TV Italia (Disney Channel) |
| -- | ---------------------- | -------------------------------- | ---------------- | ------------------------- | -------------------------------- |
| 1  | What Are Friends For ? | Amiche                           | 3 novembre 2006  | 5 settembre 2007          | n/d                              |
| 2  | Tickets For Two        | Biglietti per due                | 10 novembre 2006 | 5 settembre 2007          | n/d                              |
| 3  | Cringe City            | La città dell'imbarazzo          | 17 novembre 2006 | 6 settembre 2007          | n/d                              |
| 4  | And the Winner Is?     | L'importante è vincere           | 24 novembre 2006 | 6 settembre 2007          | n/d                              |
| 5  | Where's the Bear?      | Dov'è l'orso?                    | 1º dicembre 2006 | 7 settembre 2007          | n/d                              |
| 6  | Dance Fever            | La febbre del ballo              | 8 dicembre 2006  | 7 settembre 2007          | n/d                              |
| 7  | Bird in the Hand       | L'uccellino in gabbia            | 15 dicembre 2006 | 10 settembre 2007         | n/d                              |
| 8  | The Haunting           | Il film                          | 22 dicembre 2006 | 10 settembre 2007         | n/d                              |
| 9  | Blast From The Past    | Invasione dal passato            | 29 dicembre 2006 | 11 settembre 2007         | n/d                              |
| 10 | Prankfest              | Tiri mancini                     | 5 gennaio 2007   | 11 settembre 2007         | n/d                              |
| 11 | Fallen Star            | Stella cadente                   | 12 gennaio 2007  | 12 settembre 2007         | n/d                              |
| 12 | The Crush              | La star del surf                 | 26 gennaio 2007  | 12 settembre 2007         | n/d                              |
| 13 | I Spy                  | Agente segreta                   | 19 gennaio 2007  | 13 settembre 2007         | n/d                              |
| 14 | Walk Like A Boy        | Cammina come un ragazzo          | 2 novembre 2007  | 13 settembre 2007         | n/d                              |
| 15 | The Front Page         | Prima pagina                     | 9 novembre 2007  | 14 settembre 2007         | n/d                              |
| 16 | The Deep End           | Gara di nuoto                    | 16 novembre 2007 | 14 settembre 2007         | n/d                              |
| 17 | Never Too Old          | Non è mai troppo tardi           | 23 novembre 2007 | 17 settembre 2007         | n/d                              |
| 18 | Secret Admirer         | L'ammiratore segreto             | 30 novembre 2007 | 17 settembre 2007         | n/d                              |
| 19 | Set Them Free          | Se ami qualcuno, lascialo libero | 7 dicembre 2007  | 18 settembre 2007         | n/d                              |
| 20 | Six Is A Crowd         | Prove di ammissione              | 14 dicembre 2007 | 18 settembre 2007         | n/d                              |
| 21 | What About Me?         | Finale a sorpresa                | 21 dicembre 2007 | 19 settembre 2007         | n/d                              |
| 22 | Tropicana Sunrise      | Ladro di torte                   | 28 dicembre 2007 | 19 settembre 2007         | n/d                              |
| 23 | Secrets                | Segreti                          | 4 gennaio 2008   | 20 settembre 2007         | n/d                              |
| 24 | Surprise               | Festa a sorpresa                 | 11 gennaio 2008  | 20 settembre 2007         | n/d                              |
| 25 | One In, All In         | Amicizia vera                    | 18 gennaio 2008  | 21 settembre 2007         | n/d                              |
| 26 | Curtain Up             | Il musical                       | 25 gennaio 2008  | 21 settembre 2007         | n/d                              |

## Amiche
- Titolo originale: "What Are Friends For?"
- Diretto da: James Bogle
- Scritto da: David Hannam

### Trama
Frankie si trasferisce da Crescent Bay perché suo padre ha ottenuto una promozione: questo significa dover abbandonare le sue amiche Flyss, Kenny, Lyndz e Rosie per sempre, infatti Frankie ha deciso che non esisterà più nessuno Sleepover Club. Frankie si sistema temporaneamente, in attesa che la sua nuova casa sia pronta, da sua cugina Charlie a Seaview. Anche Charlie ha quattro amiche del cuore con cui è molto unita: Brooke, Maddy, Jess, Tayla. Frankie osserva che Charlie non ha mai un minuto di tempo libero perché si prodiga disperatamente nel tentativo di aiutare tutte le amiche nei loro impegni. Charlie sta perdendo il controllo della situazione e deludendo le sue amiche, allora Frankie parla alle ragazze per convincerle a fare una sorpresa a Charlie risistemandole la stanza. Frankie dona a Charlie e alle sue amiche il nuovo diario dello Sleepover Club perché vuole che fondino un nuovo club e che si divertano esattamente come lei si era divertita con le sue amiche di Crescent Bay.
- Special guest star: Caitlin Stasey (Frankie Thomas)
- Guest star: Kirsty Hillhouse (Ellie Anderson), Michael Loney (signor Beasley), Michelle Fornasier (signora Beasley), Ingle Knight (professor Carroll)ss

## Biglietti per due
- Titolo originale: Tickets for Two
- Diretto da: Mark Defriest
- Scritto da: Sue Hore

### Trama
Tayla vince un viaggio al parco divertimenti di Spectaculand, ma può portare con sé soltanto una persona e non sa chi scegliere tra le sue amiche. Le ragazze iniziano a rivaleggiare tra loro per compiacere Tayla e ottenere il secondo biglietto, ma finiscono per litigare e la fanno star male perché è ancora più indecisa. Prova ad approfittare della situazione Jason, il quale sa che Tayla è appassionata dell'oroscopo e abbonata a Zodiac Zoe, allora si finge Zoe e le invia dei messaggi in cui le dice che deve accompagnare lui a Spectaculand; inoltre, Jason mente a Tayla dicendole che ha pochi mesi di vita. Le ragazze del club scoprono il subdolo inganno di Jason e riescono a smascherarlo attraverso delle previsioni che contraddicano quelle scritte da lui. Tayla, per preservare l'amicizia con le ragazze, decide di regalare i biglietti alla madre e alla sorella perché, se non può andarci con le sue amiche, allora non ci deve andare neanche lei.
- Guest star: Elizabeth Caiacob (signora Pendretti), Melissa Cantwell (signorina Nixon), Chelsea Jones (Claire Kane)

## La città dell'imbarazzo
- Titolo originale: Cringe City
- Diretto da: Mark Defriest
- Scritto da: Sarah Rossetti

### Trama
Da quando è stato fondato lo Sleepover Club, Brooke è l'unica che non ha ancora ospitato un pigiama party: la ragazza si vergogna dei suoi genitori e non vuole essere umiliata davanti alle amiche. A scuola il professor Carroll assegna un progetto agli studenti, quello di accudire per una settimana dei bambolotti chiamati Sim Baby proprio come se fossero figli loro. Brooke, per scampare il pigiama party, racconta la bugia che la sua matrigna Lisa è incinta, ma Charlie propone di tenere lo stesso la serata portando dei regali per il bambino di Lisa fingendo che siano per i Sim baby. Lisa non vede l'ora di aiutare Brooke nel pigiama party, ma rimane male nel vedere la figliastra strappare i biglietti d'invito che aveva preparato: allora Brooke le spiega il suo disagio e Lis le promette che la sera del pigiama party porterà suo padre a cena in modo che abbiano la casa libera. Trovandosi invece davanti suo padre, Brooke accetta riluttante che intrattenga le invitate e salta fuori che Lis è davvero incinta, quindi Charlie e le altre tirano fuori i regali che avevano comprato. A sorpresa il vincitore del progetto dei Sim baby è Simon, il quale al contrario dei suoi amici Zucconi si è impegnato molto grazie anche ai consigli di Lis.
- Guest star: Jodie Brittain (Lis Webster), Greg McNeill (Craig Webster), Ingle Knight (professor Carroll)

## L'importante è vincere
- Titolo originale: And the Winner Is
- Diretto da: James Bogle
- Scritto da: Annie Fox

### Trama
Tayla si sente una nullità perché tutte le sue amiche sono brave in qualcosa, mentre lei non ha alcun talento particolare. Jess legge sul giornale che la rivista di moda Girl Star ha indetto un concorso in cui le lettrici possono inviare una copertina disegnata da loro e la vincitrice dirigerà il prossimo numero. Jess convince Tayla a partecipare, essendo la moda l'ambito in cui è brava, ma la copertina con cui vuole candidarsi è orribile e decide di modificarla a sua insaputa per aiutarla a vincere. Tayla viene selezionata come finalista e comincia a trattare malissimo le sue amiche, atteggiandosi da snob presuntuosa che è convinta di vincere. Alla premiazione Tayla scopre che la copertina con la quale ha gareggiato non è quella disegnata da lei, ma questo non le basta per ottenere la vittoria: ciò che però guadagna è il perdono delle ragazze per come si è comportata e, inoltre, ringrazia Jess per averle cambiato la copertina poiché altrimenti non sarebbe arrivata sin lì.
- Guest star: Renee McIntosh (Nina Winara), Ingle Knight (professor Carroll), Rebecca Davis (Emma Kane), Chelsea Jones (Claire Kane), Mia Faithfull (Bianca)

## Dov'è l'orso?
- Titolo originale: Where's the Bear?
- Diretto da: James Bogle
- Scritto da: Sue Hore

### Trama
Le ragazze sconfiggono gli Zucconi in una sfida a golf e vincono come premio un orso di peluche che battezzano Paolo e ne fanno la mascotte del Club. Simon, per guadagnarsi la stima di Jason, ruba l'orso e lo consegna al suo capo, ma non sa che Brooke aveva nascosto nello zainetto dell'orso il regalo di compleanno per sua madre. Simon complotta assieme allo Sleepover Club per recuperare l'orso e le fa entrare in casa di Jason, mentre lui tiene occupati i ragazzi: l'orso non si trova, ma in compenso le ragazze prendono il cappello portafortuna di Jason e concordano uno scambio al molo con l'orso. Jason tenta di alterare l'accordo, ma il cappello finisce in acqua e l'orso torna allo Sleepover Club: Brooke e Simon possono così festeggiare serenamente il compleanno della madre.
- Guest star: Jodie Brittain (Lis Webster), Greg McNeill (Craig Webster)

## La febbre del ballo
- Titolo originale: Dance Fever
- Diretto da: James Bogle
- Scritto da: Renee Webster

### Trama
Il ballo scolastico si avvicina e tutti sono in ansia, tranne Maddy che non ha mai amato ballare perché non è sciolta e si sente a disagio. Barry, uno studente molto timido che è segretamente innamorato di Maddy, inizia a corteggiarla insistentemente perché Jason gli ha detto che Maddy lo ricambia, ma viene messo alla porta abbastanza duramente da Charlie. Intanto, Charlie e Tayla fanno parte del comitato organizzativo del ballo assieme a Krystal e Caitlin: Krystal decide di organizzare una gara di ballo da sala per poter vincere e mancando Tayla, alle prese con una tinta per capelli sbagliata, mette ai voti la sua mozione e ottiene la maggioranza. Barry propone a Maddy di vendicarsi di Crystal e Jason partecipando loro due alla gara, dato che lui balla da diversi anni: a sorpresa la sera del ballo si presentano insieme e vincono la sfida, nonostante Krystal avesse addirittura fatto venire suo padre nel ruolo di giudice. Maddy ha finalmente superato la sua paura del ballo.
- Narratrice:Maddy
- Guest star: Andoni Zorbas (Barry), Melissa Cantwell (professoressa Nixon), Michael Loney (signor Beasley), Fern Valles (signora Rogers)

## L'uccellino in gabbia
- Titolo originale: Bird in the Hand
- Diretto da: James Bogle
- Scritto da: Shirley Van Sanden

### Trama
Il professor Carroll deve andare fuori città per un convegno e affida alla madre di Brooke, essendo veterinaria, il suo pappagallo Ercole. Brooke e le ragazze si divertono con Ercole, tanto da trascorrere un pigiama party con lui, ma di notte non riescono a dormire bene per i suoi versi e mettono la gabbia fuori di casa. La mattina dopo Simon trova Ercole e lo porta a Jason, che cerca di insegnargli un insulto sulla passione del signor Carroll per i papillon. Le ragazze, convinte che Ercole sia scappato, vanno a cercare un sostituto e ne trovano uno talmente identico che a un certo punto non riescono più a distinguere il vero dal falso. Fortunatamente il professor Carroll si riporta a casa il pappagallo giusto.
- Guest star: Melissa Cantwell (professoressa Nixon), Ingle Knight (professor Carroll), Bill McCluskey (Ted)

## Il film
- Titolo originale:
- Diretto da: Mark Defriest
- Scritto da: Sarah Rossetti

### Trama
Il professor Carroll assegna alla classe la realizzazione di un film. Le ragazze dello Sleepover Club prendono spunto da un libro e decidono di girare un film sulla storia di una giovane ragazza che era stata ingiustamente condannata alla galera per il furto di un ciondolo a una nobildonna. Le ragazze chiedono il permesso di girare il film nel penitenziario ormai in disuso, ma non sanno che gli Zucconi le vogliono spaventare facendogli credere che ci sia il fantasma della ragazza morta per riprenderle mentre scappano. Una volta che si sono accorte dello scherzo, le ragazze del club decidono di fargliela pagare ed è la scena degli Zucconi in fuga ad andare in onda in classe.
- Guest star: David Moran (Gordon Savage), Michelle Fornasier (signora Beasley), Michael Loney (signor Beasley), Ingle Knight (professor Carroll)

## Invasione dal passato
- Titolo originale: Blast from the Past
- Diretto da: Andrew Lewis
- Scritto da: Annie Fox

### Trama
La situazione scolastica di Tayla è decisamente pessima, tanto che i suoi genitori vogliono mandarla alla scuola femminile del Saint Anne: la ragazza scommette con loro che, se prenderà una sufficienza alla ricerca di storia assegnata dal professor Morrello, rimarrà nella sua attuale scuola. Il problema è che storia non è la materia migliore di Tayla, la quale ha seri problemi a ricordare le date degli eventi storici. Le sue amiche sperimentano i metodi più disparati, da programmi di studio intensivi all'apprendimento subliminale, senza successo e cercano di far paura a Tayla prospettandole l'esclusione dallo Sleepover Club qualora si trasferisca al Saint Anne. Ma è proprio Tayla a trovare il metodo vincente: associa le date ai vestiti, così riesce a ricordarsele e il giorno della presentazione inscena con le sue amiche una rappresentazione in costume sulla storia d'amore tra Cleopatra e Marcantonio prendendo il massimo dei voti.
- Guest star: Chelsea Jones (Claira Kane), David Davies (David Kane), Geoff Kelso (professor Morrello)

## Tiri mancini
- Titolo originale:Prankfest
- Diretto da: Andrew Lewis
- Scritto da: Vanessa Yardley

### Trama
La classe parte in gita in una riserva per rimboschirla: Jess aspira a battere il record di piantine seminate e il professor Morrello la nomina a capo di un gruppo formato da Sleepover Club, Zucconi e Krystal con Caitlin. Purtroppo per Jess alcuni suoi compagni di squadra non intendono collaborare: Krystal non muove un dito e delega tutto il lavoro alla povera Caitlin, mentre gli Zucconi sono troppo presi dal fare scherzi. Le loro vittime privilegiate sono le ragazze dello Sleepover Club e il professor Morrello, dopo che hanno reagito ad alcuni di questi tiri mancini, toglie a Jess la carica di capo per affidarla a Krystal. Charlie propone a Krystal di vendicarsi sugli Zucconi con un grande scherzo che superi di gran lunga i loro: attraverso la polvere orticante li inducono ad andare nelle docce, dove vengono colorati con la vernice blu. Il professor Morrello non ha prove per punire le ragazze e Jess propone di far lavorare intensamente gli Zucconi, così che la vernice gli sparisca dalla pelle: così il record di piantine è battuto.
- Guest star: Geoff Kelso (professor Morrello)

## Stella cadente
- Titolo originale: Fallen Star
- Diretto da: James Bogle
- Scritto da: Vanessa Yardley

### Trama
Jess è in agitazione perché un episodio della sua serie televisiva preferita, La spiaggia dei cuori, sarà girata a Seaview: la fan che risponderà a più domande sul programma potrà recitare come comparsa nell'episodio. Jess arriva in finale contro Krystal, la quale si stava facendo suggerire le risposte da Caitlin, e vince: ha così la possibilità di conoscere Amanda Hart, l'attrice protagonista nonché suo idolo. Jess diventa talmente intima con Amanda che inizia a trascurare le sue amiche, le quali hanno paura di perderla perché le trova infantili. Jess viene invitata al compleanno di Amanda, ma alla festa si rende conto che Amanda in realtà è una snob presuntuosa che non corrisponde affatto alla Shandi che interpreta sullo schermo e decide di tornare dalle sue amiche perché con loro si diverte davvero.
- Guest star: Jessica De Gouw (Amanda Hart)

## La star del surf
- Titolo originale: The Crush
- Diretto da: James Bogle
- Scritto da: David Hannam

### Trama
Charlie ha preso la sua prima cotta per Angus Miller, giovane e famoso surfista che si stabilisce per qualche giorno a casa di Jess perché è amico di suo fratello. Charlie ha conosciuto Angus perché lo ha colpito con la sua tavola da surf nel reagire a uno scherzo degli Zucconi, facendogli perdere i sensi per qualche tempo. Charlie è talmente presa dall'innamoramento che non riesce nemmeno a rivolgere la parola ad Angus e accusa Jess, la quale gli fa i mestieri, di volerglielo portare via. Quando Charlie farnetica di voler cacciare Jess dallo Sleepover Club, le altre intervengono per cercare di far chiarire le due amiche ma senza successo. Krystal, anche lei entusiasta all'idea di conoscere la star Angus, lo fa cadere in acqua: Charlie e Jess si tuffano per salvare Angus che non sa nuotare e lo riportano a riva, mettendo da parte i dissapori e promettendo che nessun ragazzo intralcerà più il loro club.
- Guest star: Daniel Murphy (Angus Miller), Ben Young (Toby), Cleonie Morgan-Wootton (signora Phillips), Jarid Williams (Zack Phillips)

## Agente segreta
- Titolo originale: I Spy
- Diretto da: Andrew Lewis
- Scritto da: John Thomson

### Trama
La professoressa Nixon assegna alla classe un progetto artistico che riesca a coinvolgere tutti e cinque i sensi. Jess vuole lavorare per conto suo a un grande dinosauro, mentre le altre si impegnano nella realizzazione di quattro magliette. Caitlin viene messa alla porta di Crystal e Jess la convince a sostituirla nel lavoro dello Sleepover Club sulle magliette: Krystal ordina a Caitlin di fare il doppiogioco e, fingendosi loro amica, deve impossessarsi del libro del Club. Charlie, insospettita dal fatto che Caitlin fosse presente a tutte le volte in cui Crystal ha tentato di prendere il libro, la accusa pubblicamente di fare la spia per conto di Crystal, ma le sue amiche non le credono e Charlie rovina le magliette rovesciandoci sopra una bevanda. Charlie riesce poi a smascherare Crystal mettendo dei vermi in una borsa finta: Caitlin, messa di fronte alla scelta tra Crystal e lo Sleepover Club, sceglie la sua amica di sempre. Jess propone alle amiche di unire i loro progetti in un Sensosauro che trova l'apprezzamento della Nixon.
- Guest star: Melissa Cantwell (professoressa Nixon)

## Cammina come un ragazzo
- Titolo originale: Walk Like a Boy
- Diretto da: Steve Peddie
- Scritto da: David Hannam

### Trama
Ogni anno il club nautico del commodoro Beasley organizza una gara di regate per giovani skipper suddivisa in due categorie: maschi e femmine. Maddy trova ingiusto che il premio in denaro dei maschi sia maggiore di quello delle femmine e decide di partecipare a entrambe le gare, travestendosi da ragazzo per poter partecipare alla gara maschile: così diventa Buddy Guy, giovane campione nazionale venuto a partecipare alla regata di Seaview. Maddy riesce a vincere ambedue le competizioni, nonostante Jason avesse cercato di danneggiarla forandole la barca e alla premiazione, non riuscendo ad essere presente contemporaneamente nei due ruoli, rivela a tutti l'inganno e il commodoro Beasley, su pressione della moglie, la omaggia di tutti e due i premi.
- Guest star: Michelle Fornasier (signora Beasley), Michael Loney (signor Beasley.

inoltre, in questo episodio, si celebra una festa Irlandese: The Males VS Females Day.

## Prima pagina
- Titolo originale: The Front Page
- Diretto da: James Bogle
- Scritto da: David Hannam

### Trama
Charlie entra a far parte del giornalino scolastico, ma non riesce a scrivere il suo primo articolo perché nella sua scuola non succede niente d'interessante. Le sue amiche, per far sì che abbia un articolo da scrivere, liberano un topolino dal laboratorio di scienze e lo lasciano vagare in libertà per la scuola. Un nuovo scoop è rappresentato dalle accuse che Crystal muove nei confronti di Mrs. Luke, la signora della mensa, la quale preparerebbe il cibo in pessime condizioni igieniche. Charlie dà risalto alla faccenda e spinge Crystal a dare battaglia, anche se potrebbe significare il licenziamento della signora Luke: quando le sue amiche glielo fanno capire, Charlie smaschera l'inganno ordito da Crystal per pura vendetta nei confronti della donna.
- Guest star: Adriane Daff (Angela Richards), Michelle Fornasier (signora Beasley), Caroline McKenzie (signora Luke), Geoff Kelso (professor Morrello)

## Gara di nuoto
- Titolo originale: The Deep End
- Diretto da: Mark De Friest
- Scritto da: Annie Fox

### Trama
Durante la lezione di nuoto Jason colpisce Charlie con una caramella mentre si sta per tuffare in acqua con il trampolino: questo la induce a nuotare più velocemente per uscire dalla vasca e inseguirlo. La professoressa Nixon resta colpita dalla velocità di Charlie e, non sapendo che si è trattato di un puro caso, la inserisce nella squadra di nuotatrici della scuola insieme a Maddy e Crystal. Maddy soffre la presenza di Charlie che è benvoluta dalla Nixon, tanto da essere promossa titolare al posto di Maddy che diventa la sua riserva: le due amiche non si parlano più e iniziano a competere su ogni cosa. Crystal, chiede a Jason di colpirla coma ha fatto con Charlie per poter batterla con facilità. Le Sleepover scoprono il piano e lo dicono a Charlie e Maddie, le quali fanno pace ed elaborano una strategia per ingannarla: Charlie finge una distorsione alla caviglia per far gareggiare Maddy al suo posto, la quale batte Crystal senza problemi.
- Guest star: Ingle Knight (professor Carroll), Melissa Cantwell (professoressa Nixon), Adriane Daff (Angela Richard)-corretto da Antonella Cataldo 14/09/2012

## Non è mai troppo tardi
- Titolo originale: Never Too Old
- Diretto da: Steve Peddie
- Scritto da: Sarah Rosetti

### Trama
Il professor Morrello assegna agli studenti un progetto di volontariato nel quale dovranno occuparsi di un anziano della comunità e farsi firmare un modulo come prova dell'aiuto prestato. Le ragazze dello Sleepover Club reagiscono a uno scherzo degli Zucconi mentre stanno attraversando la strada e, senza volerlo, travolgono la signora Pendretti che riporta una frattura alla gamba. Per rimediare Charlie ospita la signora a casa sua, ma la Pendretti ne approfitta per farsi servire e riverire dalle ragazze che non riescono a godersi il loro pigiama party: Tayla le propone di farsi una maschera per apparire più bella e, aiutata dalle amiche, rimette in sesto esteticamente la signora Pendretti. Crystal rivela alla signora Pendretti che Charlie e le altre l'hanno fatta cadere apposta per aiutarla e ottenere la firma del modulo per la scuola, così l'anziana donna se ne va disgustata. Quando scoprono che il signor Garcia, l'anziano che fa attraversare la strada agli scolari, è segretamente innamorato della signora Pendretti e che lei lo ricambia, avendolo dipinto in alcuni suoi quadri, Charlie e le altre combinano un appuntamento tra i due anziani.
- Guest star: Elizabeth Caiacob (signora Pendretti), Kirsty Hillhouse (Ellie Anderson), Geoff Kelso (professor Morrello), Dan Luxton (signor Bloch), Edgar Metcalfe (signor Garcia)

## L'ammiratore segreto
- Titolo originale: Secret Admirer
- Diretto da: James Bogle
- Scritto da: Shirley Van Sanden

### Trama
A scuola è il Causal day nel quale gli studenti non devono indossare la divisa. Brooke non vede l'ora di esibire il completo che ha acquistato per l'occasione, ma Crystal indossa la sua stessa mise e questo mette in notevole imbarazzo Brooke che sperava di attirare l'interesse di qualche ragazzo. Le sue amiche fingono che Brooke abbia un ammiratore segreto, lo Sterminatore di draghi, usando l'account di posta elettronica del fratello maggiore di Jess. Purtroppo per loro, Brooke vuole andare in fondo alla faccenda e conoscere questo suo misterioso estimatore: indagando le viene il sospetto che possa trattarsi di Declan.

## Se ami qualcuno, lascialo libero
- Titolo originale:
- Diretto da:
- Scritto da:

### Trama
Le ragazze dello Sleepover Club, mentre puliscono la stanza di Maddy, scoprono che ha un depliàn su una scuola di surf lontana da Seaview e temono che voglia andarci e quindi lasciare il Club. Intanto, Jason vuole vendere la sua lucertola Leroy per avere un pitone e la mette all'asta, vendendola a Jess. Quando scopre che Jess ha intenzione di liberarla, Jason sente la sua mancanza e manda Simon e Declan a recuperarla.
- Narratrice: Maddy

## Prove di ammissione
- Titolo originale:
- Diretto da:
- Scritto da:

### Trama
I genitori di Krystal devono partire per un viaggio ma Caitlin, dalla quale Krystal avrebbe dovuto passare il week-end si ammala, e così viene lasciata a casa di Charlie (le mamme di Krystal e Charlie sono socie del Club di Golf). Più tardi, Jason scommette con Krystal che non riuscirà ad entrare nel club: se vince Jason, Krystal si farà tagliare i capelli, in caso contrario Jason dovrà vestirsi elegante. Brooke, che scopre il piano, avverte le ragazze che insieme inventano delle prove di ammissione appositamente per Krystal. Quest'ultima le supera tutte, ma, il giorno dell'ufficializzazione dell'entrata nel club, Charlie riesce ad inventarsi un'ultima, difficilissima prova: dare in beneficenza la cosa a cui Krystal tiene di più, cioè un bel vestito che lei ha comprato per il giorno del diploma.
- Narratrice: Charlie

## Finale a sorpresa
- Titolo originale:
- Diretto da:
- Scritto da:

### Trama
Le ragazze dello Sleepover Club giocano nella squadra di basket delle Pantere che dovrà affrontare nella finale del torneo scolastico la squadra delle Tigri di Krystal. Ad allenare le Pantere arriva la cugina di Maddie che farà lavorare le ragazze sullo spirito di squadra e sul fatto che non devono dipendere sempre dalla bravura di Maddy. Ma grazie a sua cugina, Maddy riuscirà a fare il gioco di squadra.
- Narratrice: Maddie

## Ladro di torte
- Titolo originale:
- Diretto da:
- Scritto da:

### Trama
A scuola viene indetta una gara di cucina, la cui vincitrice sembra essere Brooke, come sempre. Ma durante la pausa pranzo, la torta viene mangiata e così a vincere è Jason, che ha imbrogliato perché si è fatto preparare la torta dalla sua domestica Dolores. Brooke, delusa e arrabbiata, conduce con le sue amiche un'indagine per scoprire il colpevole, fino ad arrivare a dubitare anche di queste ultime, finché non si scoprirà che il colpevole è il cane del bidello, goloso di dolci, in particolare di torte.
- Narratrice: Brooke

## Segreti
- Titolo originale:Secrets
- Diretto da:
- Scritto da:

Al pigiama party dello Sleepover club tutte le ragazze sono felici e ballano con strane parrucche in testa, tutte tranne Charlie, che sembra essere ignorata e derisa dalle amiche per il suo strano comportamento. Infuriata la ragazza inizia a scrivere sul suo diario,ad apertura vocale, la cui passworld è "Mary aveva un piccolo agnello". Sfortunatamente, proprio nel momento in cui Charlie rivela la sua passworld a Maddy, Gli zucconi sentono la frase segreta che aprirà il diario di Charlie. Quindi, decisi a leggere il diario costringono Charlie a dire le parole magiche con l'inganno. Intanto le ragazze dello Sleepover club credono che Charlie voglia lasciare il club, poiché è diventata troppo matura e fanno di tutto per convincerla a restare. Ma, nel momento in cui tutte le ragazze scoprono lo scherzo degli zucconi tutti i dubbi si dissipano e le ragazze tornano amiche. L'episodio si conclude con Charlie e le sue amiche che leggono le une alle altre i propri diari, svelando così tutti i loro segreti. In questo episodio anche Caitlin nasconde un segreto a Krystal, che è decisa a scoprirlo a tutti i costi. Infine il segreto consisterà nel fatto che le due amiche saranno le damigelle al matrimonio della sorella di Caitlin.
- Narratrice: Charlie

## Festa a sorpresa
- Titolo originale:
- Diretto da:
- Scritto da:

### Trama
Tayla compirà 13 anni e diventerà una teenager: le sue amiche decidono di farle una festa a sorpresa. Tayla arriverà a credere per via di Krystal che le sue amiche non la vogliono più nel club e quindi decide di lasciarlo definitivamente. Tayla perde l'interesse per tutto tranne che per un pigiama che desidera ardentemente come regalo per il suo compleanno: le sue amiche l'attireranno a casa di Charlie con la scusa del pigiama e Tayla avrà uno dei compleanni più belli di tutta la sua vita.
- Narratrice: Tayla

## Amicizia vera
- Titolo originale:
- Diretto da:
- Scritto da:

### Trama
La scuola visita un orfanotrofio e in serata le ragazze devono andare alla prima di un film. Charlie, notando di aver perso un libro nell'orfanotrofio, ci ritorna e troverà Jason che era intento a rubare dei giocattoli per venderli e guadagnare dei soldi. Quando però entrambi si rendono conto che sono rimasti bloccati dentro e devono stare insieme indipendentemente dalla loro volontà, Charlie si accorgerà che Jason non è poi così irritante, scoprendo anzi una parte del suo carattere molto divertente. E piano piano si innamorerà del carattere di Jason, e Jason si innamorerà  del carattere di Charlie. Nel momento stesso arrivano le ragazze dello Sleepover e riescono a salvarli. Però, le ragazze, non riescono ad andare alla prima. Il giorno dopo Charlie trova nel suo armadietto 5 biglietti per un concerto, e capisce che è opera di Jason
- Narratrice: Charlie

## Il musical
- Titolo originale:
- Diretto da:
- Scritto da:

### Trama
Lo Sleepover Club, gli Zucconi, Krystal e Caitlin devono preparare un musical su "Cenerentola". Charlie viene incaricata dalla signorina Nickson di fare la regista. E così Charlie disputa una serie di provini per dare i ruoli: Krystal fa Cenerentola, Jess, Maddie e Brooke fanno le sorellastre, Caitlyn la fata madrina, e anche se Tayla voleva essere a tutti i costi Cenerentola, si accontenta del ruolo della matrigna, ma litiga con Charlie e Jason sarà il principe. Ma, notando il programma "Star Talent", Charlie cambia definitivamente il musical, modernizzandolo. Infatti, Jason, invece di fare il principe, farà il giudice, insieme a Simon e Declan, Cenerentola si trasformerà da una principessa classica conosciuta da tutti in una cantante talentuosa, ma ci sono anche due cambiamenti nel cast: Tayla farà la fata regina del makeover, e Caitlyn la matrigna. Peccato che, nel preparare il musical, nascono molti problemi: infatti, Krystal soffre di protagonismo, e Charlie si ritroverà alle prese con Jason e Krystal, che non fanno altro che litigare, così decide di non fare più lo spettacolo. Però, Krystal e Jason promettono di non litigare più e lo spettacolo, la settimana dopo, diventerà un successone.
- Narratrice: Charlie